# Fachklinik Hornheide
Die Fachklinik Hornheide ist eine Spezialklinik für Erkrankungen der Haut, der Zähne, der Mundhöhle, der Kiefer und des Gesichtes, sowie für Plastische und Rekonstruktive Chirurgie in Münster in Westfalen. Das zugehörige Hauttumorzentrum ist ein bedeutendes interdisziplinäres Zentrum für die Behandlung von Tumoren der Haut in Deutschland. Die Klinik liegt in Münsters Stadtteil Dorbaum.

## Geschichte
Im Jahr 1932 gründete der erste Direktor des Lehrstuhls für Dermatologie, Alfred Stühmer, an der Westfälischen Wilhelms-Universität Münster vor allem zur Behandlung von Hauttuberkulose (Lupus vulgaris) die „Lupusheilstätte“ Haus Hornheide. Dort gelang mit der Heilung von Katharina Flütotte im Jahr 1943 der Durchbruch in der Behandlung von Tuberkulose: Erstmals weltweit wurde die Krankheit mit von Gerhard Domagk entwickelten Tuberkulostatika erfolgreich geheilt.
Durch den Rückgang der Tuberkuloseerkrankungen in den 1960er Jahren verlegte sich der Schwerpunkt der Klinik zunehmend auf die Behandlung der gutartigen und bösartigen Tumoren der Haut und der Schleimhäute und der Kopf-Hals-Region. Außerdem kamen die Behandlung chronisch-entzündlicher Hautkrankheiten sowie die Wiederherstellung nach Unfällen, Verbrennungen, Tumorerkrankungen, Infektionen und Fehlbildungen hinzu. Das Epithesenzentrum für die Wiederherstellung von Gesichtsdefekten im Fachbereich der MKG-Chirurgie gilt als größtes seiner Art in der Bundesrepublik Deutschland. Das Rekonstruktive Brustzentrum führt für die onkologischen Brustzentren der Region die Plastisch-chirurgische Brustrekonstruktion nach Tumorerkrankungen durch. Weitere Schwerpunkte bestehen in der Therapie des Lipödem, der Wiederherstellung nach massivem Gewichtsverlust und der Mikrochirurgie. Mittlerweile werden auch ästhetische Operationen durchgeführt.

## Abteilungen der Klinik
Die Fachklinik Hornheide verfügt über die Abteilungen Anästhesie, Intensivmedizin und Schmerztherapie, Dermatologie, Dermatologische Strahlentherapie und Dermatopathohistologie, Internistische Onkologie und Hämatologie, Mund-, Kiefer- und Gesichtschirurgie sowie Plastische und Ästhetische Chirurgie und Handchirurgie. Neben den klinischen Abteilungen mit 140 Betten gibt es eine Abteilung für psychosoziale Onkologie und Rehabilitation.
Die Fachklinik Hornheide ist den Kliniken der Westfälischen Wilhelms-Universität Münster mit fächerübergreifenden Aufgaben klinisch und wissenschaftlich angegliedert. Seit 2018 ist der Lehrstuhl für Plastische und Rekonstruktive Chirurgie der Universität Münster an der Universitätsklinik und an der Fachklinik Hornheide angesiedelt.